# Strömsbruk
Strömsbruk is een plaats in de gemeente Nordanstig in het landschap Hälsingland en de provincie Gävleborgs län in Zweden. De plaats heeft 418 inwoners (2005) en een oppervlakte van 98 hectare.